# Лойда — Тертона тема
«Те́ма Ло́йда — Терто́на» — тема в шаховій композиції. Суть теми — здвоєння білих лінійних фігур, яке створюється таким чином: білий ферзь робить по лінії критичний хід, потім слабша фігура (тура або слон) стає на цю лінію і наступним ходом при підтримці ферзя рухається по лінії в протилежному напрямку від його попереднього руху.

## Історія
Цю ідею запропонував в 1856 році американський шаховий композитор Семюєль Лойд (30.01.1841 — 10.04.1911). На момент відкриття цієї теми йому було всього 15 років.
В основі задуму критичний хід білого ферзя, наступним ходом в гру вступає лінійна біла слабша фігура, а потім заручившись підтримкою ферзя рухається по лінії в протилежному напрямку його попереднього руху.
Ідея дістала назву — тема Лойда — Тертона. Ця тема є споріднена з темою Тертона.
|   | a | b | c | d | e | f | g | h |   |
| 8 | a8 чорний кінь · d7 чорний пішак · f7 чорний пішак · a6 білий кінь · b6 чорний пішак · c6 чорний король · d6 білий кінь · e6 чорний пішак · g6 чорний пішак · b5 чорний пішак · e5 білий пішак · d4 білий ферзь · g3 білий слон · a2 чорний слон · e1 білий король | a8 чорний кінь · d7 чорний пішак · f7 чорний пішак · a6 білий кінь · b6 чорний пішак · c6 чорний король · d6 білий кінь · e6 чорний пішак · g6 чорний пішак · b5 чорний пішак · e5 білий пішак · d4 білий ферзь · g3 білий слон · a2 чорний слон · e1 білий король | a8 чорний кінь · d7 чорний пішак · f7 чорний пішак · a6 білий кінь · b6 чорний пішак · c6 чорний король · d6 білий кінь · e6 чорний пішак · g6 чорний пішак · b5 чорний пішак · e5 білий пішак · d4 білий ферзь · g3 білий слон · a2 чорний слон · e1 білий король | a8 чорний кінь · d7 чорний пішак · f7 чорний пішак · a6 білий кінь · b6 чорний пішак · c6 чорний король · d6 білий кінь · e6 чорний пішак · g6 чорний пішак · b5 чорний пішак · e5 білий пішак · d4 білий ферзь · g3 білий слон · a2 чорний слон · e1 білий король | a8 чорний кінь · d7 чорний пішак · f7 чорний пішак · a6 білий кінь · b6 чорний пішак · c6 чорний король · d6 білий кінь · e6 чорний пішак · g6 чорний пішак · b5 чорний пішак · e5 білий пішак · d4 білий ферзь · g3 білий слон · a2 чорний слон · e1 білий король | a8 чорний кінь · d7 чорний пішак · f7 чорний пішак · a6 білий кінь · b6 чорний пішак · c6 чорний король · d6 білий кінь · e6 чорний пішак · g6 чорний пішак · b5 чорний пішак · e5 білий пішак · d4 білий ферзь · g3 білий слон · a2 чорний слон · e1 білий король | a8 чорний кінь · d7 чорний пішак · f7 чорний пішак · a6 білий кінь · b6 чорний пішак · c6 чорний король · d6 білий кінь · e6 чорний пішак · g6 чорний пішак · b5 чорний пішак · e5 білий пішак · d4 білий ферзь · g3 білий слон · a2 чорний слон · e1 білий король | a8 чорний кінь · d7 чорний пішак · f7 чорний пішак · a6 білий кінь · b6 чорний пішак · c6 чорний король · d6 білий кінь · e6 чорний пішак · g6 чорний пішак · b5 чорний пішак · e5 білий пішак · d4 білий ферзь · g3 білий слон · a2 чорний слон · e1 білий король | 8 |
| 7 | a8 чорний кінь · d7 чорний пішак · f7 чорний пішак · a6 білий кінь · b6 чорний пішак · c6 чорний король · d6 білий кінь · e6 чорний пішак · g6 чорний пішак · b5 чорний пішак · e5 білий пішак · d4 білий ферзь · g3 білий слон · a2 чорний слон · e1 білий король | a8 чорний кінь · d7 чорний пішак · f7 чорний пішак · a6 білий кінь · b6 чорний пішак · c6 чорний король · d6 білий кінь · e6 чорний пішак · g6 чорний пішак · b5 чорний пішак · e5 білий пішак · d4 білий ферзь · g3 білий слон · a2 чорний слон · e1 білий король | a8 чорний кінь · d7 чорний пішак · f7 чорний пішак · a6 білий кінь · b6 чорний пішак · c6 чорний король · d6 білий кінь · e6 чорний пішак · g6 чорний пішак · b5 чорний пішак · e5 білий пішак · d4 білий ферзь · g3 білий слон · a2 чорний слон · e1 білий король | a8 чорний кінь · d7 чорний пішак · f7 чорний пішак · a6 білий кінь · b6 чорний пішак · c6 чорний король · d6 білий кінь · e6 чорний пішак · g6 чорний пішак · b5 чорний пішак · e5 білий пішак · d4 білий ферзь · g3 білий слон · a2 чорний слон · e1 білий король | a8 чорний кінь · d7 чорний пішак · f7 чорний пішак · a6 білий кінь · b6 чорний пішак · c6 чорний король · d6 білий кінь · e6 чорний пішак · g6 чорний пішак · b5 чорний пішак · e5 білий пішак · d4 білий ферзь · g3 білий слон · a2 чорний слон · e1 білий король | a8 чорний кінь · d7 чорний пішак · f7 чорний пішак · a6 білий кінь · b6 чорний пішак · c6 чорний король · d6 білий кінь · e6 чорний пішак · g6 чорний пішак · b5 чорний пішак · e5 білий пішак · d4 білий ферзь · g3 білий слон · a2 чорний слон · e1 білий король | a8 чорний кінь · d7 чорний пішак · f7 чорний пішак · a6 білий кінь · b6 чорний пішак · c6 чорний король · d6 білий кінь · e6 чорний пішак · g6 чорний пішак · b5 чорний пішак · e5 білий пішак · d4 білий ферзь · g3 білий слон · a2 чорний слон · e1 білий король | a8 чорний кінь · d7 чорний пішак · f7 чорний пішак · a6 білий кінь · b6 чорний пішак · c6 чорний король · d6 білий кінь · e6 чорний пішак · g6 чорний пішак · b5 чорний пішак · e5 білий пішак · d4 білий ферзь · g3 білий слон · a2 чорний слон · e1 білий король | 7 |
| 6 | a8 чорний кінь · d7 чорний пішак · f7 чорний пішак · a6 білий кінь · b6 чорний пішак · c6 чорний король · d6 білий кінь · e6 чорний пішак · g6 чорний пішак · b5 чорний пішак · e5 білий пішак · d4 білий ферзь · g3 білий слон · a2 чорний слон · e1 білий король | a8 чорний кінь · d7 чорний пішак · f7 чорний пішак · a6 білий кінь · b6 чорний пішак · c6 чорний король · d6 білий кінь · e6 чорний пішак · g6 чорний пішак · b5 чорний пішак · e5 білий пішак · d4 білий ферзь · g3 білий слон · a2 чорний слон · e1 білий король | a8 чорний кінь · d7 чорний пішак · f7 чорний пішак · a6 білий кінь · b6 чорний пішак · c6 чорний король · d6 білий кінь · e6 чорний пішак · g6 чорний пішак · b5 чорний пішак · e5 білий пішак · d4 білий ферзь · g3 білий слон · a2 чорний слон · e1 білий король | a8 чорний кінь · d7 чорний пішак · f7 чорний пішак · a6 білий кінь · b6 чорний пішак · c6 чорний король · d6 білий кінь · e6 чорний пішак · g6 чорний пішак · b5 чорний пішак · e5 білий пішак · d4 білий ферзь · g3 білий слон · a2 чорний слон · e1 білий король | a8 чорний кінь · d7 чорний пішак · f7 чорний пішак · a6 білий кінь · b6 чорний пішак · c6 чорний король · d6 білий кінь · e6 чорний пішак · g6 чорний пішак · b5 чорний пішак · e5 білий пішак · d4 білий ферзь · g3 білий слон · a2 чорний слон · e1 білий король | a8 чорний кінь · d7 чорний пішак · f7 чорний пішак · a6 білий кінь · b6 чорний пішак · c6 чорний король · d6 білий кінь · e6 чорний пішак · g6 чорний пішак · b5 чорний пішак · e5 білий пішак · d4 білий ферзь · g3 білий слон · a2 чорний слон · e1 білий король | a8 чорний кінь · d7 чорний пішак · f7 чорний пішак · a6 білий кінь · b6 чорний пішак · c6 чорний король · d6 білий кінь · e6 чорний пішак · g6 чорний пішак · b5 чорний пішак · e5 білий пішак · d4 білий ферзь · g3 білий слон · a2 чорний слон · e1 білий король | a8 чорний кінь · d7 чорний пішак · f7 чорний пішак · a6 білий кінь · b6 чорний пішак · c6 чорний король · d6 білий кінь · e6 чорний пішак · g6 чорний пішак · b5 чорний пішак · e5 білий пішак · d4 білий ферзь · g3 білий слон · a2 чорний слон · e1 білий король | 6 |
| 5 | a8 чорний кінь · d7 чорний пішак · f7 чорний пішак · a6 білий кінь · b6 чорний пішак · c6 чорний король · d6 білий кінь · e6 чорний пішак · g6 чорний пішак · b5 чорний пішак · e5 білий пішак · d4 білий ферзь · g3 білий слон · a2 чорний слон · e1 білий король | a8 чорний кінь · d7 чорний пішак · f7 чорний пішак · a6 білий кінь · b6 чорний пішак · c6 чорний король · d6 білий кінь · e6 чорний пішак · g6 чорний пішак · b5 чорний пішак · e5 білий пішак · d4 білий ферзь · g3 білий слон · a2 чорний слон · e1 білий король | a8 чорний кінь · d7 чорний пішак · f7 чорний пішак · a6 білий кінь · b6 чорний пішак · c6 чорний король · d6 білий кінь · e6 чорний пішак · g6 чорний пішак · b5 чорний пішак · e5 білий пішак · d4 білий ферзь · g3 білий слон · a2 чорний слон · e1 білий король | a8 чорний кінь · d7 чорний пішак · f7 чорний пішак · a6 білий кінь · b6 чорний пішак · c6 чорний король · d6 білий кінь · e6 чорний пішак · g6 чорний пішак · b5 чорний пішак · e5 білий пішак · d4 білий ферзь · g3 білий слон · a2 чорний слон · e1 білий король | a8 чорний кінь · d7 чорний пішак · f7 чорний пішак · a6 білий кінь · b6 чорний пішак · c6 чорний король · d6 білий кінь · e6 чорний пішак · g6 чорний пішак · b5 чорний пішак · e5 білий пішак · d4 білий ферзь · g3 білий слон · a2 чорний слон · e1 білий король | a8 чорний кінь · d7 чорний пішак · f7 чорний пішак · a6 білий кінь · b6 чорний пішак · c6 чорний король · d6 білий кінь · e6 чорний пішак · g6 чорний пішак · b5 чорний пішак · e5 білий пішак · d4 білий ферзь · g3 білий слон · a2 чорний слон · e1 білий король | a8 чорний кінь · d7 чорний пішак · f7 чорний пішак · a6 білий кінь · b6 чорний пішак · c6 чорний король · d6 білий кінь · e6 чорний пішак · g6 чорний пішак · b5 чорний пішак · e5 білий пішак · d4 білий ферзь · g3 білий слон · a2 чорний слон · e1 білий король | a8 чорний кінь · d7 чорний пішак · f7 чорний пішак · a6 білий кінь · b6 чорний пішак · c6 чорний король · d6 білий кінь · e6 чорний пішак · g6 чорний пішак · b5 чорний пішак · e5 білий пішак · d4 білий ферзь · g3 білий слон · a2 чорний слон · e1 білий король | 5 |
| 4 | a8 чорний кінь · d7 чорний пішак · f7 чорний пішак · a6 білий кінь · b6 чорний пішак · c6 чорний король · d6 білий кінь · e6 чорний пішак · g6 чорний пішак · b5 чорний пішак · e5 білий пішак · d4 білий ферзь · g3 білий слон · a2 чорний слон · e1 білий король | a8 чорний кінь · d7 чорний пішак · f7 чорний пішак · a6 білий кінь · b6 чорний пішак · c6 чорний король · d6 білий кінь · e6 чорний пішак · g6 чорний пішак · b5 чорний пішак · e5 білий пішак · d4 білий ферзь · g3 білий слон · a2 чорний слон · e1 білий король | a8 чорний кінь · d7 чорний пішак · f7 чорний пішак · a6 білий кінь · b6 чорний пішак · c6 чорний король · d6 білий кінь · e6 чорний пішак · g6 чорний пішак · b5 чорний пішак · e5 білий пішак · d4 білий ферзь · g3 білий слон · a2 чорний слон · e1 білий король | a8 чорний кінь · d7 чорний пішак · f7 чорний пішак · a6 білий кінь · b6 чорний пішак · c6 чорний король · d6 білий кінь · e6 чорний пішак · g6 чорний пішак · b5 чорний пішак · e5 білий пішак · d4 білий ферзь · g3 білий слон · a2 чорний слон · e1 білий король | a8 чорний кінь · d7 чорний пішак · f7 чорний пішак · a6 білий кінь · b6 чорний пішак · c6 чорний король · d6 білий кінь · e6 чорний пішак · g6 чорний пішак · b5 чорний пішак · e5 білий пішак · d4 білий ферзь · g3 білий слон · a2 чорний слон · e1 білий король | a8 чорний кінь · d7 чорний пішак · f7 чорний пішак · a6 білий кінь · b6 чорний пішак · c6 чорний король · d6 білий кінь · e6 чорний пішак · g6 чорний пішак · b5 чорний пішак · e5 білий пішак · d4 білий ферзь · g3 білий слон · a2 чорний слон · e1 білий король | a8 чорний кінь · d7 чорний пішак · f7 чорний пішак · a6 білий кінь · b6 чорний пішак · c6 чорний король · d6 білий кінь · e6 чорний пішак · g6 чорний пішак · b5 чорний пішак · e5 білий пішак · d4 білий ферзь · g3 білий слон · a2 чорний слон · e1 білий король | a8 чорний кінь · d7 чорний пішак · f7 чорний пішак · a6 білий кінь · b6 чорний пішак · c6 чорний король · d6 білий кінь · e6 чорний пішак · g6 чорний пішак · b5 чорний пішак · e5 білий пішак · d4 білий ферзь · g3 білий слон · a2 чорний слон · e1 білий король | 4 |
| 3 | a8 чорний кінь · d7 чорний пішак · f7 чорний пішак · a6 білий кінь · b6 чорний пішак · c6 чорний король · d6 білий кінь · e6 чорний пішак · g6 чорний пішак · b5 чорний пішак · e5 білий пішак · d4 білий ферзь · g3 білий слон · a2 чорний слон · e1 білий король | a8 чорний кінь · d7 чорний пішак · f7 чорний пішак · a6 білий кінь · b6 чорний пішак · c6 чорний король · d6 білий кінь · e6 чорний пішак · g6 чорний пішак · b5 чорний пішак · e5 білий пішак · d4 білий ферзь · g3 білий слон · a2 чорний слон · e1 білий король | a8 чорний кінь · d7 чорний пішак · f7 чорний пішак · a6 білий кінь · b6 чорний пішак · c6 чорний король · d6 білий кінь · e6 чорний пішак · g6 чорний пішак · b5 чорний пішак · e5 білий пішак · d4 білий ферзь · g3 білий слон · a2 чорний слон · e1 білий король | a8 чорний кінь · d7 чорний пішак · f7 чорний пішак · a6 білий кінь · b6 чорний пішак · c6 чорний король · d6 білий кінь · e6 чорний пішак · g6 чорний пішак · b5 чорний пішак · e5 білий пішак · d4 білий ферзь · g3 білий слон · a2 чорний слон · e1 білий король | a8 чорний кінь · d7 чорний пішак · f7 чорний пішак · a6 білий кінь · b6 чорний пішак · c6 чорний король · d6 білий кінь · e6 чорний пішак · g6 чорний пішак · b5 чорний пішак · e5 білий пішак · d4 білий ферзь · g3 білий слон · a2 чорний слон · e1 білий король | a8 чорний кінь · d7 чорний пішак · f7 чорний пішак · a6 білий кінь · b6 чорний пішак · c6 чорний король · d6 білий кінь · e6 чорний пішак · g6 чорний пішак · b5 чорний пішак · e5 білий пішак · d4 білий ферзь · g3 білий слон · a2 чорний слон · e1 білий король | a8 чорний кінь · d7 чорний пішак · f7 чорний пішак · a6 білий кінь · b6 чорний пішак · c6 чорний король · d6 білий кінь · e6 чорний пішак · g6 чорний пішак · b5 чорний пішак · e5 білий пішак · d4 білий ферзь · g3 білий слон · a2 чорний слон · e1 білий король | a8 чорний кінь · d7 чорний пішак · f7 чорний пішак · a6 білий кінь · b6 чорний пішак · c6 чорний король · d6 білий кінь · e6 чорний пішак · g6 чорний пішак · b5 чорний пішак · e5 білий пішак · d4 білий ферзь · g3 білий слон · a2 чорний слон · e1 білий король | 3 |
| 2 | a8 чорний кінь · d7 чорний пішак · f7 чорний пішак · a6 білий кінь · b6 чорний пішак · c6 чорний король · d6 білий кінь · e6 чорний пішак · g6 чорний пішак · b5 чорний пішак · e5 білий пішак · d4 білий ферзь · g3 білий слон · a2 чорний слон · e1 білий король | a8 чорний кінь · d7 чорний пішак · f7 чорний пішак · a6 білий кінь · b6 чорний пішак · c6 чорний король · d6 білий кінь · e6 чорний пішак · g6 чорний пішак · b5 чорний пішак · e5 білий пішак · d4 білий ферзь · g3 білий слон · a2 чорний слон · e1 білий король | a8 чорний кінь · d7 чорний пішак · f7 чорний пішак · a6 білий кінь · b6 чорний пішак · c6 чорний король · d6 білий кінь · e6 чорний пішак · g6 чорний пішак · b5 чорний пішак · e5 білий пішак · d4 білий ферзь · g3 білий слон · a2 чорний слон · e1 білий король | a8 чорний кінь · d7 чорний пішак · f7 чорний пішак · a6 білий кінь · b6 чорний пішак · c6 чорний король · d6 білий кінь · e6 чорний пішак · g6 чорний пішак · b5 чорний пішак · e5 білий пішак · d4 білий ферзь · g3 білий слон · a2 чорний слон · e1 білий король | a8 чорний кінь · d7 чорний пішак · f7 чорний пішак · a6 білий кінь · b6 чорний пішак · c6 чорний король · d6 білий кінь · e6 чорний пішак · g6 чорний пішак · b5 чорний пішак · e5 білий пішак · d4 білий ферзь · g3 білий слон · a2 чорний слон · e1 білий король | a8 чорний кінь · d7 чорний пішак · f7 чорний пішак · a6 білий кінь · b6 чорний пішак · c6 чорний король · d6 білий кінь · e6 чорний пішак · g6 чорний пішак · b5 чорний пішак · e5 білий пішак · d4 білий ферзь · g3 білий слон · a2 чорний слон · e1 білий король | a8 чорний кінь · d7 чорний пішак · f7 чорний пішак · a6 білий кінь · b6 чорний пішак · c6 чорний король · d6 білий кінь · e6 чорний пішак · g6 чорний пішак · b5 чорний пішак · e5 білий пішак · d4 білий ферзь · g3 білий слон · a2 чорний слон · e1 білий король | a8 чорний кінь · d7 чорний пішак · f7 чорний пішак · a6 білий кінь · b6 чорний пішак · c6 чорний король · d6 білий кінь · e6 чорний пішак · g6 чорний пішак · b5 чорний пішак · e5 білий пішак · d4 білий ферзь · g3 білий слон · a2 чорний слон · e1 білий король | 2 |
| 1 | a8 чорний кінь · d7 чорний пішак · f7 чорний пішак · a6 білий кінь · b6 чорний пішак · c6 чорний король · d6 білий кінь · e6 чорний пішак · g6 чорний пішак · b5 чорний пішак · e5 білий пішак · d4 білий ферзь · g3 білий слон · a2 чорний слон · e1 білий король | a8 чорний кінь · d7 чорний пішак · f7 чорний пішак · a6 білий кінь · b6 чорний пішак · c6 чорний король · d6 білий кінь · e6 чорний пішак · g6 чорний пішак · b5 чорний пішак · e5 білий пішак · d4 білий ферзь · g3 білий слон · a2 чорний слон · e1 білий король | a8 чорний кінь · d7 чорний пішак · f7 чорний пішак · a6 білий кінь · b6 чорний пішак · c6 чорний король · d6 білий кінь · e6 чорний пішак · g6 чорний пішак · b5 чорний пішак · e5 білий пішак · d4 білий ферзь · g3 білий слон · a2 чорний слон · e1 білий король | a8 чорний кінь · d7 чорний пішак · f7 чорний пішак · a6 білий кінь · b6 чорний пішак · c6 чорний король · d6 білий кінь · e6 чорний пішак · g6 чорний пішак · b5 чорний пішак · e5 білий пішак · d4 білий ферзь · g3 білий слон · a2 чорний слон · e1 білий король | a8 чорний кінь · d7 чорний пішак · f7 чорний пішак · a6 білий кінь · b6 чорний пішак · c6 чорний король · d6 білий кінь · e6 чорний пішак · g6 чорний пішак · b5 чорний пішак · e5 білий пішак · d4 білий ферзь · g3 білий слон · a2 чорний слон · e1 білий король | a8 чорний кінь · d7 чорний пішак · f7 чорний пішак · a6 білий кінь · b6 чорний пішак · c6 чорний король · d6 білий кінь · e6 чорний пішак · g6 чорний пішак · b5 чорний пішак · e5 білий пішак · d4 білий ферзь · g3 білий слон · a2 чорний слон · e1 білий король | a8 чорний кінь · d7 чорний пішак · f7 чорний пішак · a6 білий кінь · b6 чорний пішак · c6 чорний король · d6 білий кінь · e6 чорний пішак · g6 чорний пішак · b5 чорний пішак · e5 білий пішак · d4 білий ферзь · g3 білий слон · a2 чорний слон · e1 білий король | a8 чорний кінь · d7 чорний пішак · f7 чорний пішак · a6 білий кінь · b6 чорний пішак · c6 чорний король · d6 білий кінь · e6 чорний пішак · g6 чорний пішак · b5 чорний пішак · e5 білий пішак · d4 білий ферзь · g3 білий слон · a2 чорний слон · e1 білий король | 1 |
|   | a | b | c | d | e | f | g | h |   |

FEN: n7/3p1p2/NpkNp1p1/1p2P3/3Q4/6B1/b7/4K3
1. Qg1! f6 2. Bf2! fe 3. Bb6! ~ 4. Qc5#
На момент публікації задачі її автору було 15 років.